# Saint-Lucien
Saint-Lucien – miejscowość i gmina we Francji, w Regionie Centralnym, w departamencie Eure-et-Loir.
Według danych na rok 1990 gminę zamieszkiwało 201 osób, a gęstość zaludnienia wynosiła 23 osoby/km² (wśród 1842 gmin Regionu Centralnego Saint-Lucien plasuje się na 938. miejscu pod względem liczby ludności, natomiast pod względem powierzchni na miejscu 1216.).